# Марк Ветулен Цивика Барбар
Вижте пояснителната страница за други личности с името Цивика.
Марк Ветулен Цивика Барбар (на латински: Marcus Vettulenus Civica Barbarus) e политик и сенатор на Римската империя през 2 век.

## Произход и кариера
Син е на Секст Ветулен Цивика Цериал (консул 106 г.) и Игнота Плавция, която е била омъжена преди това за консулския му колега Луций Цейоний Комод и има с него син Луций Елий Цезар и за Гай Авидий Нигрин (суфектконсул 110 г.). Той е брат на Секст Ветулен Цивика Помпеян (консул 136 г.).
Първо е triumvir monetalis, квестор, претор. През 157 г. Барбар е консул заедно с Марк Метилий Аквилий Регул. През 164 г. придружава Ания Луцила за сватбата с Луций Вер в Ефес в Мала Азия, където остава дълго време като comes, без да участва активно в партската война. Барбар е sodalis Antoninianus и приятел с Херод Атик.